# Ectropis delosaria
Ectropis delosaria är en fjärilsart som beskrevs av Walker 1862. Ectropis delosaria ingår i släktet Ectropis och familjen mätare. Inga underarter finns listade i Catalogue of Life.